# Лик (лунный кратер)
Кратер Лик (лат. Lick) — останки крупного ударного кратера на юго-западной окраине Моря Кризисов на видимой стороне Луны. Название присвоено в честь американского предпринимателя и филантропа Джеймса Лика (1796—1876) и утверждено Международным астрономическим союзом в 1935 г. Образование кратера относится к раннеимбрийскому периоду.

## Описание кратера

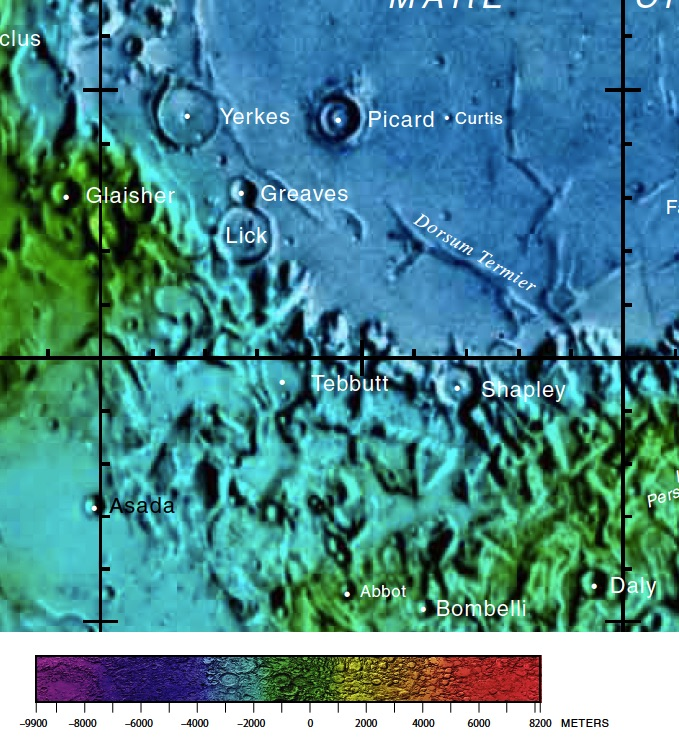
Окрестности кратера Лик. Фрагмент карты видимой стороны Луны.

Ближайшими соседями кратера являются кратер Глейшер на западе-северо-западе; кратер Гривз на севере; кратер Шепли на востоке и кратер Теббутт на юге. На западе от кратера расположено Болото Сна и за ним Море Спокойствия; на севере гряда Оппеля; на востоке гряда Термье; на юге Море Изобилия. Селенографические координаты центра кратера 12°22′ с. ш. 52°50′ в. д. / 12,36° с. ш. 52,84° в. д., диаметр 31,6 км, глубина 300 м.
Кратер Лик имеет циркулярную форму, северная и южная части вала имеют широкие разрывы, наиболее сохранилась юго-западная часть вала, которая достигает высоты 3540 м. К восточной части внешнего склона вала прилегает маленький чашеобразный кратер с яркой системой лучей. Дно чаши затоплено темной базальтовой лавой, центр чаши несколько приподнят, в северной части чаши находятся борозды.

## Сателлитные кратеры
| Лик | Координаты                                            | Диаметр, км |
| --- | ----------------------------------------------------- | ----------- |
| A   | 11°29′ с. ш. 52°50′ в. д. / 11,48° с. ш. 52,84° в. д. | 24,4        |
| B   | 11°08′ с. ш. 51°25′ в. д. / 11,14° с. ш. 51,41° в. д. | 21,2        |
| C   | 11°29′ с. ш. 51°55′ в. д. / 11,48° с. ш. 51,92° в. д. | 8,3         |
| E   | 10°37′ с. ш. 50°39′ в. д. / 10,62° с. ш. 50,65° в. д. | 7,8         |
| F   | 10°02′ с. ш. 50°04′ в. д. / 10,04° с. ш. 50,06° в. д. | 22,1        |
| G   | 10°04′ с. ш. 50°55′ в. д. / 10,07° с. ш. 50,92° в. д. | 4,8         |
| K   | 10°10′ с. ш. 52°47′ в. д. / 10,17° с. ш. 52,79° в. д. | 4,8         |
| L   | 8°43′ с. ш. 49°06′ в. д. / 8,72° с. ш. 49,1° в. д.    | 5,9         |
| N   | 9°40′ с. ш. 47°54′ в. д. / 9,67° с. ш. 47,9° в. д.    | 23,5        |

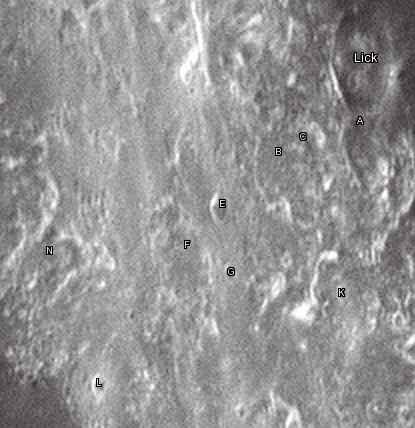
Снимок Девида Кемпбелла.

- Сателлитный кратер Лик D в 1976 г. переименован Международным астрономическим союзом в кратер Гривз.